# Corrupção na Ucrânia
A corrupção é um problema generalizado na sociedade ucraniana, frequentemente relacionado à complexa dinâmica entre a Ucrânia e a Rússia desde a dissolução da União Soviética em 1991. Desde a conquista da independência, a Ucrânia tem lidado com uma série de políticos e oligarcas que se aproveitaram da corrupção em diferentes setores, incluindo a polícia, partidos políticos e a indústria, para obterem poder e influência. A crescente insatisfação popular com essa realidade culminou no movimento conhecido como Euromaidan, em 2014, quando manifestações em massa eclodiram em todo o país em protesto contra a corrupção e a falta de transparência.

## Tipos de corrupção
A corrupção na Ucrânia tem seguido caminhos similares aos de organizações criminosas e partidos políticos na Rússia pós-União Soviética.

### Suborno
Subornos são dados para garantir que os serviços públicos sejam entregues dentro do prazo. Alguns ucranianos afirmaram que dão subornos porque acham que é algo comum e esperado. Dentre os maiores subornos, há valores que ultrapassam 1 milhão de dólares. De acordo com uma pesquisa sociológica da Management Systems International, em 2008, os níveis mais altos de corrupção foram encontrados na inspeção de veículos (57,5%), na polícia (54,2%), na saúde (54%), nos tribunais (49%) e no ensino superior (43,6%). Em 8 de junho de 2011, o ex-presidente ucraniano, Viktor Yanukovych, afirmou que a corrupção custava anualmente ao Estado cerca de 2,5 bilhões de dólares e que, por meio de negociações corruptas, 10 a 15% (7,4 bilhões) do orçamento estatal acabava "nos bolsos de funcionários".
De acordo com a Agência dos Estados Unidos para o Desenvolvimento Internacional, a causa principal da corrupção na Ucrânia é um sistema judiciário emparelhado e não transparente combinado com laços político-empresariais com a Rússia.

### Corrupção política
Nos anos seguintes à independência ucraniana, a fraude eleitoral foi generalizada, principalmente por meio do uso de "recursos administrativos". Por outro lado, de acordo com Taras Kuzio, a fraude eleitoral na Ucrânia pode atingir apenas cinco por cento do total de votos. Após as rodadas iniciais de votação nas eleições presidenciais de 2004, a Suprema Corte da Ucrânia decidiu que, devido à escala da fraude eleitoral, era impossível estabelecer os resultados das eleições e ordenou uma nova votação. Posteriormente, a manipulação direta dos votos diminuiu, embora os políticos ainda alegassem fraude eleitoral, e truques administrativos para obter mais votos para um determinado partido não tenham desaparecido. O eleitorado ucraniano continua altamente cético em relação à honestidade do processo eleitoral.
Em janeiro de 2023, altos funcionários do Governo, incluindo cinco governadores provinciais, foram demitidos em um escândalo de corrupção durante a invasão da Ucrânia pela Rússia. O vice-ministro da Defesa, Viacheslav Shapovalov, e o vice-chefe do Gabinete do Presidente da Ucrânia, Kyrylo Tymoshenko, renunciaram ao mesmo tempo. Alguns dias antes, o vice-ministro da Infraestrutura foi demitido depois que uma agência anticorrupção o flagrou recebendo um suborno de 400 mil dólares americanos.

### Corrupção judiciária
Políticos e analistas ucranianos têm descrito o sistema de justiça na Ucrânia como "corrompido até o cerne" e têm reclamado sobre pressões políticas exercidas sobre os juízes e a corrupção. Advogados independentes e ativistas de direitos humanos têm se queixado de que os juízes ucranianos regularmente sofrem pressão para emitir um veredito específico. O sistema judicial da Ucrânia é amplamente considerado corrupto. Uma pesquisa do Ministério da Justiça da Ucrânia em 2009 revelou que apenas 10% dos entrevistados confiavam no sistema judiciário do país. Menos de 30% acreditavam que ainda era possível obter um julgamento justo.
Em 15 de maio de 2023, por ordem da Agência Nacional Anticorrupção da Ucrânia e da Procuradoria Especializada Anticorrupção, o presidente do Supremo Tribunal da Ucrânia, Vsevolod Kniaziev, foi detido enquanto supostamente recebia um suborno.

### Corrupção no setor público
Em 2015, surgiram acusações de corrupção envolvendo a Energoatom, a empresa estatal responsável pela energia nuclear na Ucrânia. Em março de 2016, os ativos e contas bancárias da Energoatom foram congelados pelos tribunais ucranianos devido a alegadas dívidas não pagas, e a empresa está recorrendo dessa decisão.
Quanto às estradas, muitas das principais rodovias provinciais da Ucrânia estão em condições muito precárias. Um representante da Ukravtodor afirmou que cerca de 97% das estradas precisam de reparos urgentes. Embora um orçamento de aproximadamente ₴20 bilhões tenha sido destinado para a realização desses reparos, a corrupção tem prejudicado a eficácia da alocação desses recursos.

#### Corrupção no ensino superior
O ensino superior na Ucrânia enfrenta sérios problemas de corrupção. Em 2011, cerca de 33% dos estudantes afirmaram ter se deparado com casos de corrupção em suas instituições de ensino, enquanto 29% ouviram falar de situações corruptas por meio de outros estudantes. Por outro lado, 38% dos alunos não relataram ter encontrado corrupção em seu ambiente acadêmico. De acordo com uma pesquisa realizada pela Transparência Internacional em 2008, aproximadamente 47,3% dos estudantes universitários afirmaram que já foram solicitados subornos; desses, 29% admitiram ter pago o suborno livremente.
Os subornos variam de US$10 a US$50 para obter aprovação em um exame, podendo chegar a valores de vários milhares de dólares para garantir a entrada em uma universidade. Segundo fontes governamentais, os subornos podem variar entre US$80 e US$21.500. Os baixos salários dos professores e professores universitários na Ucrânia, em comparação com outras profissões, podem ser um dos fatores que levam alguns deles a ceder à tentação de exigir subornos.
De acordo com Ararat Osipian, nas faculdades e universidades ucranianas foram estabelecidas hierarquias inteiras de corrupção. Essas hierarquias evoluíram desde a década de 1990 como resultado de uma corrupção desenfreada e descontrolada. Ararat afirma que regimes governamentais corruptos exercem controle sobre as universidades corruptas, forçando-as a se conformar com suas demandas, inclusive durante os períodos eleitorais. Além disso, muitas universidades permanecem como burocracias de estilo stalinista, incapazes de passar por transformações significativas.

## Percepção pública
De acordo com os ucranianos, os setores mais corruptos são o sistema judiciário, a polícia, os servidores públicos, o serviço de saúde e o parlamento.

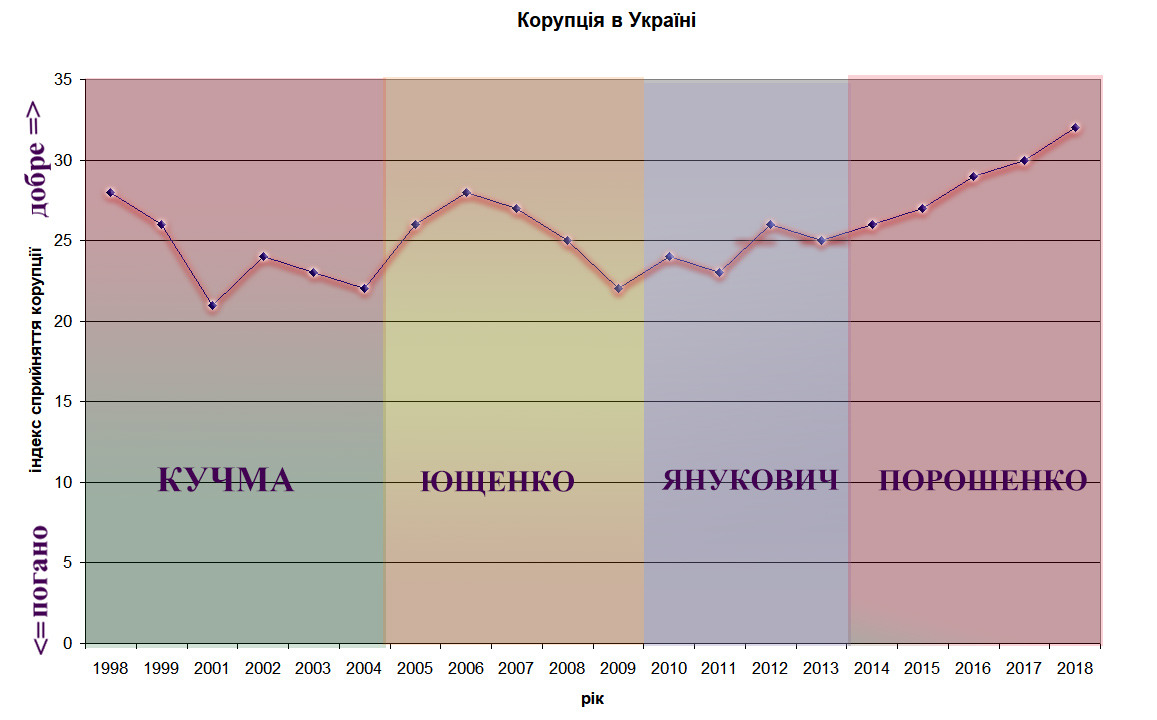
Avaliações do Índice de Percepção da Corrupção na Ucrânia de 1998 a 2018. Pontuações mais baixas refletem níveis mais altos de corrupção; pontuações mais altas significam níveis mais baixos de corrupção

### Avaliações do Índice de Percepção da Corrupção
A Transparência Internacional produz um relatório anual que lista a pontuação de cada país no Índice de Percepção da Corrupção. Essa "pontuação se relaciona com as percepções do grau de corrupção conforme visto por empresários e analistas de países e, até 2011, variava entre 10 (altamente limpo) e 0 (altamente corrupto)". A partir de 2012, as pontuações foram apresentadas em uma escala de 0 a 100.
A tabela a seguir lista a posição da Ucrânia na tabela do Índice de Percepção da Corrupção, com base nos relatórios anuais da Transparência Internacional a partir de 1999. Os métodos utilizados na avaliação do índice mudam de ano para ano, tornando as comparações entre os anos difíceis.
| Ano  | Posição    | Pontuação do Índice de Percepção da Corrupção | Pontuação do Índice de Percepção da Corrupção | Intervalo de Confiança | Desvio Padrão | Erro Padrão   | Pesquisas Utilizadas | Fonte  |
| Ano  | Posição    | 0-10                                          | 0-100                                         | Intervalo de Confiança | Desvio Padrão | Erro Padrão   | Pesquisas Utilizadas | Fonte  |
| ---- | ---------- | --------------------------------------------- | --------------------------------------------- | ---------------------- | ------------- | ------------- | -------------------- | ------ |
| 1998 | 69 de 85   | 2.8                                           |                                               |                        | 1.6           |               | 6                    | [ 60 ] |
| 1999 | 75 de 99   | 2.6                                           | 1.4                                           | 10                     | [ 61 ]        |               |                      |        |
| 2001 | 83 de 91   | 2.1                                           | 1.1                                           | 6                      | [ 62 ]        |               |                      |        |
| 2002 | 85 de 102  | 2.4                                           | 0.7                                           | 6                      | [ 63 ]        |               |                      |        |
| 2003 | 106 de 133 | 2.3                                           | 0.6                                           | 10                     | [ 64 ]        |               |                      |        |
| 2004 | 122 de 146 | 2.2                                           | 2.0–2.4                                       |                        | 10            | [ 65 ]        |                      |        |
| 2005 | 107 de 158 | 2.6                                           | 2.4–2.8                                       | 8                      | [ 66 ]        |               |                      |        |
| 2006 | 99 de 163  | 2.8                                           | 2.5–3.0                                       | 6                      | [ 67 ] [ 68 ] |               |                      |        |
| 2007 | 118 de 179 | 2.7                                           | 2.4–3.0                                       | 7                      | [ 69 ] [ 70 ] |               |                      |        |
| 2008 | 134 de 180 | 2.5                                           | 2.0–2.8                                       | 8                      | [ 71 ] [ 72 ] |               |                      |        |
| 2009 | 146 de 180 | 2.2                                           | 2.0–2.6                                       | 8                      | [ 73 ] [ 74 ] |               |                      |        |
| 2010 | 134 de 178 | 2.4                                           | 2.1–2.6                                       | 8                      | [ 75 ] [ 76 ] |               |                      |        |
| 2011 | 152 de 183 | 2.3                                           | 2.1–2.5                                       | 10                     | [ 77 ] [ 78 ] |               |                      |        |
| 2012 | 144 de 176 |                                               | 26                                            | 24–29                  | 8             | [ 79 ] [ 80 ] |                      |        |
| 2013 | 144 de 175 | 25                                            | 22–28                                         | 8                      | [ 81 ]        |               |                      |        |
| 2014 | 142 de 175 | 26                                            | 23-29                                         | 1.6                    | 8             | [ 82 ] [ 83 ] |                      |        |
| 2015 | 130 de 167 | 27                                            | 24-30                                         | 5.46                   | 1.93          | 8             | [ 84 ]               |        |
| 2016 | 131 de 176 | 29                                            | 25-32                                         |                        | 1.97          | 9             | [ 85 ]               |        |
| 2017 | 130 de 180 | 30                                            |                                               |                        |               |               | [ 86 ]               |        |
| 2018 | 120 de 180 | 32                                            |                                               |                        |               |               | [ 87 ]               |        |
| 2019 | 126 de 180 | 30                                            |                                               |                        |               |               | [ 88 ]               |        |
| 2020 | 117 de 180 | 33                                            |                                               |                        |               |               | [ 89 ]               |        |
| 2021 | 122 de 180 | 32                                            |                                               |                        |               |               | [ 90 ]               |        |
| 2022 | 116 de 180 | 33                                            |                                               |                        |               |               | [ 91 ]               |        |

Nota: Para 1999 e 2000, os dados foram referentes aos anos 1998 e 1999, respectivamente. A partir de 2001, os dados listados são do ano do relatório anual. Até 2005, o relatório anual incluía algumas medidas de incerteza dos escores do índice; esses dados foram omitidos dos relatórios anuais a partir de 2006, mas estavam contidos no relatório do IPC.